# Jan Seidel
Jan Seidel (25. prosince 1908 Nymburk – 23. června 1998 Praha) byl český hudební skladatel.

## Život
Narodil se v rodině drážního soustružníka Maxmiliána Seidela (1882–?) a Anny, rozené Kainové (1887–?). Základy hudebního vzdělání získal v rodině. Vedle studia na reálce v Nymburce se učil hře na varhany u místního varhaníka A. Hoffmanna. Vystudoval inženýrské stavitelství a architekturu na Českém vysokém učení technickém v Praze a krátce studoval i malbu a výtvarné umění na Akademii výtvarných umění u Vratislava Nechleby. V letech 1936–1938 učil na pražském reálném gymnáziu a vedle toho studoval skladbu u Aloise Háby na Pražské konzervatoři a soukromě u Josefa Bohuslava Foerstra.
Jako skladatel scénické hudby a dirigent působil od roku 1936 v Pražském dětském divadle Míly Mellanové a dále spolupracoval s Novým divadlem, divadlem D 34 a s Československým rozhlasem. Spolu s architektem Zdeňkem Pešánkem pracoval na Multimediálních kinetických kreacích.
V letech 1938–1945 byl uměleckým poradcem a režisérem gramofonové firmy Esta. Po vzniku Gramofonových závodů Supraphon v roce 1945, se stal jejich uměleckým ředitelem. V roce 1958 byl jmenován šéfem opery Národního divadla a v letech 1967–1975 byl hlavním dramaturgem opery. V závěru své profesní kariéry působil v Československém rozhlase Praha. Po roce 1989 se stáhl do soukromí.
Zemřel roku 1998 v Praze. Byl pohřben na Vinohradském hřbitově.

## Dílo (výběr)
Od mládí byl levicově orientovaný, což se projevovalo nejen v množství funkcí v různých svazech, ale i v jeho tvorbě. Byl autorem mnoha politicky angažovaných skladeb a masových písní. V únoru 1948 podepsal výzvu prokomunistické inteligence Kupředu, zpátky ni krok!, jež byla publikována dne 25. února 1948 pro podporu komunistického převratu. Poté zkomponoval pochodovou píseň „Kupředu levá, zpátky ni krok“, která se stala znělkou zpráv Československého rozhlasu. Za svoji práci a angažovanost obdržel nejvyšší státní vyznamenání: Státní cenu Klementa Gottwalda (1951), Řád práce (1959) i tituly zasloužilého umělce (1973), národního umělce (1976) a Řád republiky (1978). V roce 1977 podepsal „Antichartu“.
Kromě budovatelských písní skládal i symfonická díla, kantáty, sbory, opery, instrumentální koncerty, komorní hudbu, scénickou hudbu a hudbu pro film. Za filmovou hudbu k filmu Karla Steklého Tam, kde hnízdí čápi získal cenu za hudbu na XIV. festivalu československého filmu Brno.
Významným dílem byly dvě sbírky po tisíci národních písní, které upravil, harmonizoval a vydal ve svazcích: Národ v písni v roce 1940 a Zpěvy domova v roce 1945. Předmluvu k nim napsal hudební skladatel Vítězslav Novák. Prvního souborného vydání se v jeho výběru a harmonizaci dočkaly i české koledy ve sbírce Zpěvy betlémské (1941).

### Orchestrální skladby
- 1. symfonie „Prolog“ (1943)
- Májová předehra (1952)
- Koncert pro hoboj a orchestr (1953)
- 2. koncert pro hoboj a orchestr (1959)

### Komorní skladby
- Sonáta pro housle a klavír (1950)
- 1. smyčcový kvartet G-dur (1930
- 2. smyčcový kvartet „Staré ženy“ (čtvrttónový s básní Františka Halase, 1940)
- 3. smyčcový kvartet „Chrysantémy“ (1943)
- 4. smyčcový kvartet e-moll (1944)
- Dechový kvintet (1941)
- Concertino pro pět dechových nástrojů (1947)

### Kantáty
- Výzva k boji (na text dopisu Jana Žižky Domažlickým, 1946)
- Odkaz Julia Fučíka (1948)
- Vzkaz živým (text František Halas, 1953)

### Opera
- Tonka Šibenice (podle povídky Egona Erwina Kische 1964)

### Filmová hudba
- Pan Vok odchází (1979)
- Skandál v Gri-Gri baru (1978)
- Všichni proti všem (1977)
- Tam, kde hnízdí čápi (1975)
- Za volantem nepřítel (1974)
- Přehlídce velím já! (1969)
- Všichni dobří rodáci (1968)
- Žert (1968)
- Úplně vyřízený chlap (1965)
- Strakatí andělé (1964)
- Lucie(1963)
- Mstitel (1959)
- Poslušně hlásím (1957)
- V pátek ráno (1957)
- Dobrý voják Švejk (1956)
- Strakonický dudák (1955)
- Anna proletářka (1952)
- Temno (1950)
- Pan Habětín odchází (1949)